# Ordosipterus
Ordosipterus is een geslacht van uitgestorven pterosauriërs, behorende tot de Pterodactyloidea, dat tijdens het Vroeg-Krijt leefde in het gebied van de huidige Volksrepubliek China. De enige benoemde soort is Ordosipterus planignathus.

## Vondst en naamgeving
In de vroege eenentwintigste eeuw vond Ji Shuan bij het dorp Xinzhao, veertig kilometer ten noorden van Otog Qi, in Binnen-Mongolië, een kaak van een pterosauriër. In 2017 werd de vondst gemeld in de wetenschappelijke literatuur.
In 2020 werd de typesoort Ordosipterus planignathus door Ji benoemd en beschreven. De geslachtsnaam combineert een verwijzing naar het Ordosbekken met een gelatiniseerd Grieks pteron, 'vleugel'. De soortaanduiding is een combinatie van het Latijn planus, 'plat' en het Oudgrieks gnathos, 'kaak'.
Het holotype IG V13-011 is gevonden in een laag zandsteen van de onderste Luohandongformatie die wellicht dateert uit het Aptien. Het bestaat uit een stel vergroeide onderkaken. Het maakt deel uit van de collectie van het Institute of Geology, Chinese Academy of Geological Sciences.

## Beschrijving

### Grootte en onderscheidende kenmerken

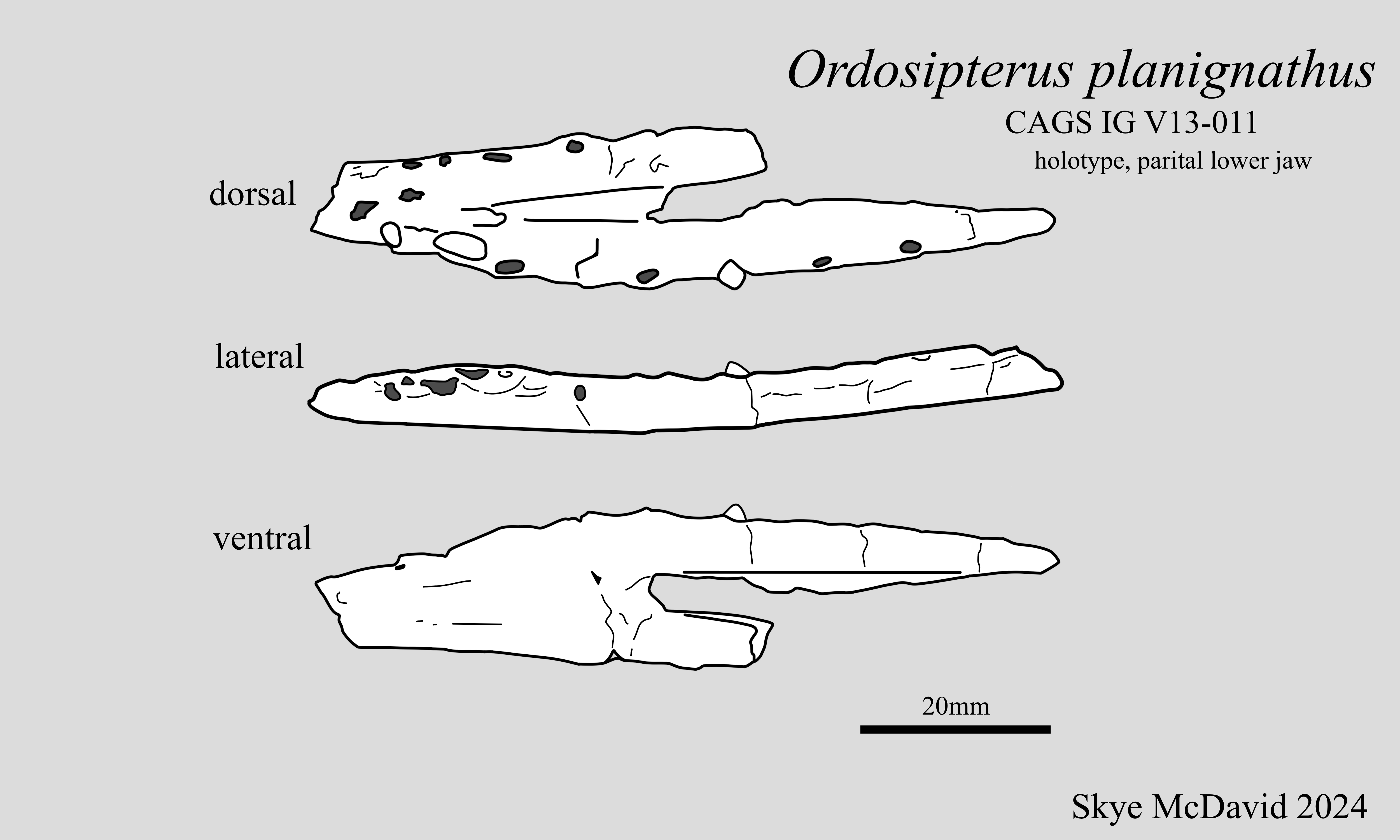
Een diagram van het holotype

Het linkerdentarium heeft een lengte van zevenenzeventig millimeter, het rechterdentarium van vijfenveertig millimeter. Het is lastig hieruit een grootteschatting voor het dier als geheel af te leiden maar het holotype kan voor een pterosauriër geen groot individu geweest zijn. Ji stelde dat Dsungaripterus duidelijk veel groter was.
Ji stelde enkele onderscheidende kenmerken vast die uniek zijn ten opzichte van de Dsungaripteridae. Het dentarium ofwel os dentale van de onderkaak is breed en laag zowel in de bijdrage aan de symfyse als vlak erachter. Althans het middendeel van de symfyse toont een zwakke richel op de onderzijde. De bovenzijde van het dentarium vormt een platte beenplaat begrensd door een duidelijke zijrichel evenwijdig aan de gebogen buitenzijde. Langs de kaakrand van het dentarium bevinden zich lage tandkassen die ver uiteen staan en naar achteren in tussenafstand toenemen. De afstand tussen twee naastgelegen tandkassen varieert van anderhalf tot driemaal de diameter, in de lengterichting gemeten, van de direct voorliggende tandkas.

### Skelet
Het dentarium draagt minstens acht tanden, waarvan vijf langs de symfyse; deze staan in een rechte lijn terwijl de rij van de achterste drie iets naar binnen buigt. Het totaal kan hoger gelegen hebben. De tandkassen zijn verheven maar veel lager dan bij verwanten. Ze staan direct op de rand. De tandkassen zijn ovaal met de lange as in de lengterichting van de kaak gericht. Ze bollen naar boven toe maar niet extreem. In het fossiel is alleen de zesde linkertand bewaard. Die lijkt kort te zijn en stomp. De middelste vier bewaarde tandkassen van de linkerzijde zijn groter dan de achterste twee. De tussenruimte neemt, meer exact, naar achteren toe van 1,54 tot 3,13 maal de diameter van de voorliggende tandkas.
De symfyse, met een lengte van drieëndertig millimeter, vormt een brede schepvormige plaat met sterk naar buiten gebogen zijranden. Achteraan de symfyse is een korte groeve ingekorven met een V-vormige dwarsdoorsnede. De zijkant gaat geleidelijk over in de onderkant. De  richel op de onderzijde van de symfyse eindigt voor de achterrand. De takken van de dentaria zijn met 6,5 millimeter laag in zijaanzicht; hun bovenrand en onderrand lopen evenwijdig. Het dentarium buigt iets naar boven van de zesde tand af.

## Fylogenie
Ordosipterus werd in de Dsungaripteridae geplaatst, zij het niet op basis van een exacte kladistische analyse. De precieze plaats in de stamboom is dus onzeker. Dat de soort een dsungaripteride was, werd aangenomen vanwege de typische gezwollen tandkassen van die groep.

## Levenswijze
Dsungaripteridae zijn vaak als durofage soorten gezien die met hun bolle tandkassen schelpdieren kraakten. Ordosipterus toont wel de bolling maar niet de extreme uitgroei die voor het kraken nuttig geweest zou zijn. De brede onderkaken doen een afwijkende wijze van eten vermoeden. Ji wijdt aan dit alles geen enkele overweging.